# پاتریس اورا
پاتریس لاتیر اورا (فرانسوی: Patrice Latyr Evra‎؛ زادهٔ ۱۵ مهٔ ۱۹۸۱)، بازیکن فوتبال اهل فرانسه است. پست او دفاع چپ است و در تیم‌های بزرگی مثل:منچستر یونایتد و یوونتوس بازی کرده‌است.
و او در سال ۲۰۱۶ در جام ملت‌های اروپا با تیم ملی فوتبال فرانسه به مقام دوم این دوره از مسابقات رسید

## دوران باشگاهی
وی در ابتدا یک مهاجم بود، اما در حال حاضر عمدتاً به عنوان یک دفاع چپ بازی می‌کند او را الکس فرگوسن به این دلیل که در زمین یک رهبر به تمام معنا بود مورد ستایش قرار می‌داد، همچنین به توصیف فرگوسن، او به عنوان یکی از بهترین دفاع چپ‌ها در اروپا می‌باشد، او در گذشته همزمان به عنوان کاپیتان برای هر دو تیم منچستر یونایتد و فرانسه بازی کرده‌است.
وی پسر یک دیپلمات سنگالی بود، به دلیل شغل پدر در یک‌سالگی به همراه خانواده به اروپا و به کشور فرانسه سفر کرد، او که از بچگی با فوتبال انس گرفت در فرانسه مطرح شد و از سال ۱۹۹۲، فوتبال نسبتاً حرفه‌ای خود را در باشگاه‌های مختلفی در ایل-دو-فرانس ازجمله باشگاه‌های کو-لیس اولیس و سی‌اف‌اس برجینی آغاز کرد. به دلیل نمایش خوبی که از خود نشان داد، مورد توجه باشگاه پاری سن ژرمن قرار گرفت و به این تیم رفت اما در تیم امید این تیم شرایط خوبی نداشت، پس از یک‌سال حضور در پاری سن ژرمن فرصت حضور در کشور همسایه یعنی ایتالیا را بدست آورد و اولین قرارداد حرفه‌ای خود را با باشگاه مارسالا ایتالیا بست، اما در این تیم عمدتاً یک نیمکت‌نشین بود و فقط ۲۴ بازی کرد و ۳ گل هم زد، در حالیکه در باشگاه مارسالا شرایط خوبی نداشت در پایان فصل با قراداد یک‌ساله به باشگاه مونزا ایتالیا پیوست اما به دنبال بدشانسی‌ها و بازی‌های نه چندان دلچسب خود در این تیم هم بسیار ناموفق عمل کرد و تنها ۳ بازی برای این تیم بازی کرد و تمامی فصل نیمکت‌نشین بود.
اما برای اینکه بازی کند و در زمین حضور داشته باشد سال بعد به کشور خودش، فرانسه بازگشت و با قراردادی دو ساله به باشگاه نیس پیوست، در این تیم بسیار عملکرد خوبی داشت و به نوعی راه صعود را از این تیم آغاز کرد؛ او که تا قبل از این اکثراً در پست مهاجم و هافبک چپ بازی می‌کرد برای نخستین بار در این تیم در پست دفاع چپ بازی کرد و عملکرد عالی داشت و توانست ۴۰ بازی موفق در دو سال برای باشگاه نیس داشته باشد. در سال ۲۰۰۲ درحالیکه در فکر تمدید قرارداد با نیس بود به درخواست باشگاه موناکو، با قراردادی دو ساله به این تیم پیوست. اوج فوتبال خود در باشگاه موناکو بود چرا که نخستین بار در کوپا-د لیگ و هم‌چنین در سال ۲۰۰۳ نخستین بار در رقابت‌های اروپایی در زندگی حرفه‌ای فوتبالی خود بازی می‌کرد، او در باشگاه موناکو ۱۲۰ بازی کرد و با ارائه بازی‌های خوب خود و هم تیمی‌هایش در فصل۰۴ _۲۰۰۳ به همراه باشگاه موناکو قهرمان کوپا-د لیگ شد؛ پس از آن در لیگ قهرمانان اروپا ۰۴–۲۰۰۳ به فینال هم رسید و با این تیم نایب‌قهرمان اروپا شد و در همان سال توسط اتحادیه ملی بازیکن فوتبال‌های حرفه‌ای فرانسه (UNFP) به عنوان پدیده و بازیکن جوان سال انتخاب شد و همچنین تیم موناکو به عنوان تیم سال انتخاب شد.
او در یک بازی که تیم‌های مارسی و ویتوریا گیمارش در چهارچوب رقابت‌های لیگ اروپا به مصاف هم می‌رفتند که این دیدار در نهایت با شکست ۱–۰ تیم فرانسوی خاتمه یافت یک اتفاق عجیب را رقم زد. اما اتفاق عجیبی که پیش از آغاز بازی رخ داد، همه چیز این مسابقه را تحت تأثیر خود قرار داد. پاتریس اورا مدافع ۳۵ ساله مارسی، نیم ساعت پیش از آغاز دیدار تیمش مقابل گیمارش، در حالی که بازیکنان مشغول گرم کردن بودند، با یک هوادار درگیر شد و با لگد به سمت وی هجوم برد. همین اتفاق کافی بود تا او را که در میان بازیکنان نیمکت‌نشین مارسی قرار داشت، با کارت قرمز داور مجارستانی این دیدار مواجه شود. بدین ترتیب او به اولین بازیکن تاریخ لیگ اروپا تبدیل شد که پیش از آغاز مسابقه، کارت قرمز دریافت می‌کند. به نظر می‌آید یکی از هواداران تیم مارسی که از عملکرد ضعیف او را در این فصل ناراضی بوده، به او اعتراض کرده و همین باعث شده تا او از کوره دربرود. طبق ادعای روزنامه لکیپ، این هوادار خشمگین به پاتریس گفته‌است: «از مارسی برو بیرون. تو بازیکن بدی هستی. برو و به ویدیوهایت برس.» در فیلمی که از این درگیری منتشر شده، اورا با ضربه ای کونگ فویی صورت هوادار را مورد هدف قرار می‌دهد و به همین دلیل بسیاری به یاد آن ضربه معروف اریک کانتونا به صورت هوادار کریستال پالاس افتادند.